# Großheringen (stacja kolejowa)
Großheringen (niem. Bahnhof Großheringen) – stacja kolejowa w Großheringen, w kraju związkowym Turyngia, w Niemczech. Węzeł kolejowy na linii Halle – Bebra. Według DB Station&Service miała kategorię 5.

## Linie kolejowe
- Linia Halle – Bebra
- Linia Straußfurt – Großheringen
- Linia Großheringen – Abzw Großheringen Ghs

## Połączenia
| Linia | Trasa | Takt                                                                         | Przewoźnik kolejowy            |
| ----- | --- | ---------------------------------------------------------------------------- | ------------------------------ |
| RE16  | Erfurt Hbf – Weimar – Apolda – Großheringen – Bad Kösen – Naumburg Hbf – Weißenfels – Merseburg – Halle Hbf                        | 120 min                                                                      | Abellio Rail Mitteldeutschland |
| RB20  | Eisenach – Gotha – Neudietendorf – Erfurt Hbf – Weimar – Apolda – Großheringen – Naumburg Hbf – Weißenfels – Merseburg – Halle Hbf | 60 min 120 min (Weimar–Halle Sob/Nie)                                        | Abellio Rail Mitteldeutschland |
| RB24  | Großheringen – Jena Paradies – Jena-Göschwitz (– Orlamünde – Saalfeld)                                                             | 60 min (Jena-Göschwitz–Saalfeld tylko w godzinach szczytu) 120 min (Sob/Nie) | Abellio Rail Mitteldeutschland |